# Elisabeth Sladen
Elisabeth Claira Heath-Sladen (Liverpool, 1 de fevereiro de 1946 - 19 de abril de 2011) foi uma atriz inglesa, mais conhecida por fazer o papel de Sarah Jane Smith na série televisiva britânica Doctor Who. Ela foi um membro regular do elenco entre 1973 e 1976, ao lado de Jon Pertwee e Tom Baker, e fez o mesmo papel nas décadas seguintes, em Doctor Who e em seus spin-offs, K-9 and Company e The Sarah Jane Adventures. Morreu em 19 de Abril de 2011, aos 65 anos, vítima de câncer.